# Kolu (Türi)
Kolu est un village de la commune de Türi du comté de Järva en Estonie.
Au 31 décembre 2011, il compte 118 habitants.